# Bakuman
Bakuman (バクマン。) er en shōnen manga skrevet af Tsugumi Ohba og tegnet af Takeshi Obata. Serien følger tegne-talentet Moritaka Mashiro og den håbefulde skribent Akito Takagi, to drenge som går i 9. klasse og som ønsker om at blive mangaka.
Det første kapitel blev udgivet i Japan den 11. august 2008 i bladet Weekly Shōnen Jump. Den første bog blev udgivet den 5. januar 2009.
Gennem de to første uger hvor bogen blev udgivet, lå den på første, fjerde og ninepladsen over mangasalget i Japan.
Det er også den første manga der er blevet udgivet online af Shueisha på flere forskellige sprog, før den udkom på bog uden for Japan.

## Handling
Bakuman følger historien om high school eleven, Moritaka Mashiro, en talentful kunstner, som ikke ved hvad han vil med sin fremtid. En dag tegner han et billede af Azuki Miho, en pige som han er hemmeligt forelsket i, i skoletimen og kommer til at glemme sin notesbog i klassen. Da han kommer tilbage for at hente bogen, finder han sin klassekammerat, Akito Takagi, ventende på ham med Mashiros notesbog. Takagi prøver at overbevise Mashiro til at blive en mangaka, en manga tegner, sammen med ham, men Mashiro bryder sig ikke om ideen. Mashiro går hjem og tænker på sin onkel, som også var mangaka, som kun havde én succesfuld serie før han døde af overanstrengelse. Mashiro bliver afbrudt af et telefonopkald fra Takagi, som siger at han vil fortælle Azuki at Mashiro er forelsket i hende. Mashiro løber hen til Azukis hus hvor Takagi venter på ham. Da Azuki kommer udenfor, fortæller Takagi hende, at han og Mashiro vil prøve at blive mangaka. Derefter fortæller Azuki at hun vil prøve at blive en stemme-skuespiller, og at hun er god til det. Mashiro, som igen kommer til at tænke på sin onkel, kommer ved et uheld til at fri til Azuki. Hun accepterer hans frieri, men hun vil kun gifte sig med ham, når de begge har opnået deres drømme. Derudover må de ikke se hinanden inden da.

## Media
Skrevet af Tsugumi Ohba og tegnet af Takeshi Obata, kapitlerne i Bakuman-serien bliver udgivet i Shueishas Weekly Shōnen Jump magasin. Siden premieren den 1. august 2008, er der blevet udgivet tæt på hundrede kapitler i Japan. Det første oplag af Bakuman blev udgivet 5. januar 2009. Mange af kapitlerne er udgivet på Jumplands officielle hjemmeside på japansk, fransk, engelsk og tysk.
Udover successen med Bakuman i Japan, er serien også blevet udgivet i Korea af Daiwon C.I.